# Lemba
Els lemba, wa-Remba, o Mwenye són un grup ètnic africà d'unes 70000 persones del sud d'Àfrica. Són parlants de llengües bantu. Tenen pràctiques i creences religioses similars a les del judaisme, que es transmeten oralment de generació en generació. Avui en dia, molts lemba són cristians però practiquen creences del judaisme.

## Les proves d'ADN
Segons recents investigacions genètiques, un estudi de 1996 va suggerir que més del 50% dels cromosomes dels lemba són d'origen semita. Un estudi posterior a l'any 2000, va informar que un nombre considerable d'homes lemba tenen un determinat polimorfisme al cromosoma, que és indicatiu d'ADN trobat entre alguns jueus, i altres poblacions a tot l'Orient Mitjà.

## Creences i pràctiques relacionades al judaisme
- Són monoteistes i diuen a Déu "Nwali".
- Igual que el dissabte jueu, celebren un dia a la setmana per ser sant i lloança a "Nwali".
- Es consideren un poble elegit.
- Ensenyen als seus fills en honor de les seves mares i pares.
- S'abstinguin de menjar aliments prohibits per la Torah, o prohibit a les combinacions d'aliments permesos.
- La seva forma de matar animals, s'assembla a la jueva Shechita.
- Practiquen la circumcisió masculina.
- L'estrella de David estan en les seves làpides.
- Els lembas es neguen a casar a lembas amb no-lembas, com els jueus de casar-se amb no-jueus.

## Tradicions
També tenen la tradició de ser un poble migratori i existeixen pistes que assenyalen a un origen en l'Orient Mitjà o Àfrica del nord. Segons la història oral lemba, els seus avantpassats eren els jueus que van venir d'un lloc anomenat Sena, fa diversos centenars d'anys i es van instal·lar a l'Àfrica de l'est. D'acord amb els resultats de l'investigador britànic Tudor Parfitt, la localització de Sena estava més que probablement al Iemen. També tenen la seva pròpia història sobre l'Arca de l'Aliança, ells afirmen que els seus avantpassats van portar l'Arca al sud.

## Documentals
- Documental del Channel Four basat en el llibre de Parfitt Journey to the Vanished City (1992).
- Documental de PBS Nova: Lost Tribes of Israel, inclou contingut sobre els Lemba.[3] L web inclou una entrevista a Tudor Parfitt basada en el seu treball.[4]